# Bulbophyllum cyclanthum
Bulbophyllum cyclanthum là một loài phong lan thuộc chi Bulbophyllum.